# مارك هارتيغان
مارك هارتيغان هو لاعب هوكي الجليد كندي، ولد في 15 أكتوبر 1977 في ليثبريدج في كندا.

## وصلات خارجية
- مارك هارتيغان على موقع دوري الهوكي الوطني (الإنجليزية)
- مارك هارتيغان على موقع قاعة مشاهير الهوكي (لاعب أن.إتش.أل) (الإنجليزية)
- مارك هارتيغان على موقع دوري الهوكي للقارات (الإنجليزية)
- مارك هارتيغان على موقع EliteProspects.com (الإنجليزية)
- مارك هارتيغان على موقع HockeyDB.com (الإنجليزية)
- مارك هارتيغان على موقع Hockey-Reference.com (الإنجليزية)